# Klass I i ishockey 1936/1937
Klass I i ishockey 1936/1937 var tionde säsongen med Klass I som näst högsta serie inom ishockeyn i Sverige. serien spelades som en dubbelserie där lagen möttes två gånger var. Nya lag var IK Hermes och Karlbergs BK som båda flyttats ner från Svenska serien, samt IFK Stockholm och Värtans IK som flyttats upp från Klass II.

## Poängtabell
| Nr | Lag           | S  | V  | O | F | GM | IM | MS  | P  |
| -- | ------------- | -- | -- | - | - | -- | -- | --- | -- |
| 1  | IFK Mariefred | 14 | 10 | 4 | 0 | 23 | 4  | +19 | 24 |
| 2  | Karlbergs BK  | 14 | 7  | 3 | 4 | 26 | 13 | +13 | 17 |
| 3  | IK Hermes     | 14 | 5  | 6 | 3 | 22 | 17 | +5  | 16 |
| 4  | Nacka SK      | 14 | 6  | 2 | 6 | 17 | 16 | +1  | 14 |
| 5  | IK Sture      | 14 | 3  | 6 | 5 | 7  | 15 | −8  | 12 |
| 6  | Värtans IK    | 14 | 4  | 2 | 8 | 14 | 14 | 0   | 10 |
| 7  | Stockholms IF | 14 | 3  | 4 | 7 | 13 | 24 | −11 | 10 |
| 8  | IFK Stockholm | 14 | 3  | 3 | 8 | 16 | 35 | −19 | 9  |